# Алекса Савић (глумац)
 Алекса Савић (Земун, 6. јун 1832 — Београд, 7. јул 1873) био је српски драмски глумац.

## Каријера
Савић је наступао као дилетант од 1857. до 1859 године. У периоду од 11. августа 1861. до 1863. године био је ангажован у Српском народном позоришту у Новом Саду, од 1863. до 1864. године у дружини Адама Мандровића у Београду, 1865. у путујућем позоришту Паје Степића, од 1866. до 1868. поново у СНП у Новом Саду и од 1868. до смрти у Народном позоришту у Београду.
Тумачио је карактерне, а најуспешније комичне улоге, чак претежно буфонског карактера. Као комични глумац био је један од најбољих у Српском народном позоришту у Новом Саду, а нешто касније и у Народном позоришту у Београду (уз Нестора-Нецу Недељковића, Тодора-Тошу Марковића и Николу Рашића). У игру је уносио срдачан, неусиљен и тзв. народски хумор, врло природно кретање и деловао непосредно и неусиљено.
„Особито му је ваљан изговор и кретање“ („Матица“, Нови Сад, 1866). Савић је и лепо певао, па је често тумачио и значајне улоге у комадима с певањем. Нарочито се истакао као један од првих успелих тумача ликова у комедијама Јована Стерије Поповића, посебно Кир-Јање, којег је говорио типичним цинцарским изговором, а играо га динамично и са доста покрета.

## Улоге
- Јован (Покондирена тиква)
- Вучко (Београд некад и сад)
- Срета (Зла жена)
- Млади Пржић (Силом болесник)
- Тима (У лажи је плитко дно)
- Адам (Доктор Зољић)
- Митар (Салик моје миле)
- Гуслар (Ајдук Вељко)
- Цветко (Војнички бегунац)
- Писар (Разбијена шоља)
- Отац (Женидба и удадба)
- Улизић (Помодар)
- Ђорђе (Два оца)
- Осман (Светислав и Милева)
- Иван Косанчић (Милош Обилић)
- Милер (Сплетка и љубав)
- Слуга (Лудница)
- Ђеша (Ђеша, Неша и Јеша)
- Теофил (Смрт Стевана Дечанског)
- Чивутин (Инкогнито)
- Ћира (Сплеткашевић)
- Шегрт (Вампир и чизмар)
- Слуга (Пркос)
- Валентин (Ђаволови записници)
- Кир Јања (Кир Јања)
- Писар (Карло XII на острву Рујану)
- Мекдоналд (Библиотекар)
- Јован (Низ бисера)
- Колен (Цврчак)
- Нешић (Први састанак)